# 仁化県
仁化県（じんかけん）は中華人民共和国広東省韶関市に位置する県。

## 地理
仁化県は広東省北部・広東省・湖南省・江西省の境界に位置し、東は江西省崇義県及び大余県、北は湖南省汝城県、南は韶関市街地に接する。

## 歴史
秦末漢初、南越王趙佗が仁化北部の隘口に“古秦城”を築く。南朝斉により仁化県が設置され現在に至る。

## 行政区画
1街道、10鎮を管轄する
- 街道
  - 丹霞街道
- 鎮
  - 聞韶鎮、扶渓鎮、長江鎮、城口鎮、紅山鎮、石塘鎮、董塘地、大橋鎮、周田鎮、黄坑鎮